# Star Wars: Expanded Universe
Star Wars: Expanded Universe (EU), senare även Star Wars: Legends, är i stort sett allt som behandlar Star Wars förutom filmerna och TV-serierna. Det vill säga böcker, serietidningar, och så vidare.
Bland böckerna som behandlar tiden efter den sista kronologiska filmen finns bokserierna Young Jedi Knights (YJK), som handlar om Han Solo och Leia Organas barn Jaina Solo, Jacen Solo och Anakin Solo. Det finns även en bokserie vid namn New Jedi Order, (NJO), som handlar om Luke Skywalker, Han Solo, Mara Jade Skywalker, Leia Organa, med flera, liksom det finns böcker om klonkriget och händelser som skedde långt innan Episod I utspelar sig.
En känd figur efter sjätte filmen är jediriddaren Kyle Katarn.
I slutet av april 2014 meddelade Lucasarts att endast de sex huvudfilmerna samt Clone Wars i fortsättningen räknas som officiell kanon.

### Fotnoter
1. ↑  Peter Esse (27 april 2014). ”Disney kastar ut största delen av Star Wars-sagan”. Teknikveckan. https://teknikveckan.com/disney-kastar-ut-storsta-delen-av-star-wars-sagan/. Läst 14 juli 2018.